# Ajda Pekkan
Ayşe Ajda Pekkan (en turco:aʒˌda pe̞kkan, Estambul, 12 de febrero de 1946) también conocida como Superstar, es una cantante y actriz pop turca. A través de una carrera que abarca cinco décadas hasta ahora, Pekkan ha lanzado más de 20 álbumes y, con Sezen Aksu, es la artista musical turca más exitosa comercialmente con ventas de más de 42 millones de copias en todo el mundo. Ella es apodada la superestrella de la música pop turca. Aunque famosa por su música, Pekkan comenzó su carrera como actriz con apariciones en casi 50 películas. Durante su carrera musical, Pekkan ha grabado canciones en nueve idiomas. Además de turco, también habla inglés y francés. En 1998, el Gobierno de Turquía le otorgó el título de Artista Estatal por recomendación del Ministerio de Cultura. Fue galardonada con la distinción honorífica de Orden de las Artes y las Letras  en 2013.

## Trayectoria
Con la ayuda de su hermana, Semiramis, comenzó a cantar en el popular club nocturno Istanbul Çatı en 1962. Al año siguiente, Pekkan ganó un concurso de Cover Star patrocinado por la revista de música turca Ses y se lanzó a una carrera profesional.
Entre 1963 y 1967, la actriz escultural apareció en 47 películas frente a actores populares turcos, principalmente en papeles de cantante. La primera grabación de Pekkan, "Su Yerde Kar Var", un arreglo de "Tombe la Neige" de Salvatore Adamo por Fecri Ebcioğlu, le trajo un gran éxito en 1965. En contraste con muchos de sus contemporáneos, ella transitó de la película a la música y en 1968 tuvo su récord, con «İki Yabancı», que se convirtió en un gran éxito de ventas. El continuo éxito de Pekkan dio como resultado invitaciones a festivales internacionales como el Festival de Música Apollonia en Atenas (1968 y 1969) y el Festival Internacional de la Canción de Barcelona (1969).

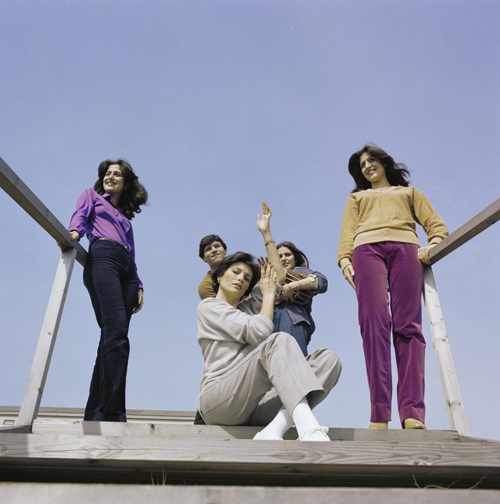
Ajda Pekkan y su grupo, en el Festival de la Canción de Eurovisión de 1980.

Ajda se trasladó a Francia a principios de los años 70 y lanzó su primer sencillo en francés después de una colaboración con Mort Shuman. El éxito de sus canciones dio como resultado una serie de conciertos con Enrico Macías en el Teatro Olympia de París en 1976. En reconocimiento a su apodo, Pekkan lanzó un álbum llamado «Superstar» en 1977. Este mismo año, participó en el  Festival Yamaha Music en Tokio con gran éxito. Lanzó discos alemanes y franceses a principios en la década de 1970, y su "Pour Lui" y "Viens Dans Ma Vie", tuvieron mucho éxito en Francia. En este pináculo, lanzó su segundo álbum «Superstar II» en 1979. El 19 de abril de 1980, Pekkan representó a Turquía con el tema "Petr'Oil" en el Festival de la Festival de la Canción de Eurovisión en La Haya, Países Bajos.
En 2011, Ajda volvió de nuevo a la escena musical turca cuando lanzó su nueva canción Yakar Geçerim, escrita por la famosa estrella pop turca Tarkan, y su álbum con la canción, Farkin Bu, recibió un disco de oro. En 2013, Ajda lanzó un nuevo sencillo, llamado Ara Sıcak y escrito por el lírico internacional Diren Teper.

## Discografía
Álbumes
- Ajda Pekkan (1968)
- Fecri Ebcioğlu Sunar: Ajda Pekkan (1969)
- Ajda Pekkan Vol. III (1972)
- Süperstar (1977)
- Pour Lui (1978)
- Süperstar II (1979)
- Sen Mutlu Ol (1981)
- Sevdim Seni (1982)
- Süperstar III (1983)
- Ajda Pekkan ve Beş Yıl Önce On Yıl Sonra (1985)
- Süperstar IV (1987)
- Ajda 90 (1990)
- Seni Seçtim (1991)
- Ajda 93 (1993)
- Ajda Pekkan (1996)
- Cool Kadın (2006)
- Aynen Öyle (2008)
- Farkın Bu (2011)
- Ajda Pekkan & Muazzez Abacı (2014)